# 大阪府立大学工業短期大学部
大阪府立大学工業短期大学部（おおさかふりつだいがくこうぎょうたんきだいがくぶ、英語: Technical Junior College University of Osaka Prefecture）は、大阪府大阪市生野区勝山南3-1-4に本部を置いていた日本の公立大学である。1950年に設置され、1983年に廃止された。大学の略称は工短。

## 概要

### 大学全体
- 大阪府大阪市生野区に所在した日本の公立短期大学で、設置主体は大阪府[注 2]
- 国内で最初に認可された短期大学149校[注 3]の1校として、1950年に浪速大学短期大学部として開学した[4]。
- 開学当初は、堺市耳原町1202[注 4]に所在し、後に寝屋川・淀川に各キャンパスを擁していたが、後に生野キャンパスに統合・移転された。当初は昼間部・夜間部に同じ3学科を擁していたが、最終的には夜間部3学科となる。
- 1980年度の入学生を最後に[注釈 2]、1983年に短期大学としての使命を終える[注釈 3]。

### 教育および研究
- 大阪府立大学工業短期大学部は科学技術と地域産業に寄与する中堅技術者の育成に力をいれていた。廃止になるまで勤労学生の教育に力をいれていた。I部は現在の大阪公立大学工業高等専門学校における教育の起源ともなっている。

### 学風および特色
- 大阪府立大学工業短期大学部は科学技術と地域産業に寄与する中堅技術者の育成をねらいに設置された。
- 大阪府立淀川工業（現：「工科」）高等学校やのちに桃谷高等学校と共同でキャンパスを使用するなどの経営を行っていた。

## 沿革
- 1949年
  - 2月 浪速大学工学部別科を設置[8]。
  - 10月 文部省[注釈 4]に短期大学[注 5]の設置認可に関する申請を行う[注 6]。なお、学科・専攻は以下の通りとなっている[注 7]。
    - 機械科 
      - 第一部 入学定員120名
      - 第二部 入学定員40名

    - 電気科
      - 第一部 入学定員80名
      - 第二部 入学定員40名
- 1950年
  - 3月14日 左記を以て短期大学の設置が文部省[注釈 4]より認可される[注 8]。
  - 4月1日 左記を以て浪速大学短期大学部が上記の学科体制にて開学する[注 9]。
    - 機械科 
      - 第一部 入学定員120名
      - 第二部 入学定員40名

    - 電気科
      - 第一部 入学定員80名
      - 第二部 入学定員40名
- 1951年
  - 4月1日 以下の学科を増設する[18]。
    - 溶接科
      - 第一部 入学定員20名
      - 第二部 入学定員20名
- 1953年
  - 4月1日  浪速大学工業短期大学部（なにわだいがくこうぎょうたんきだいがくぶ）に改称し、キャンパスを堺市から以下のキャンパスに移転する[注 10]。
    - 寝屋川市
    - 大阪市旭区
- 1955年
  - 9月1日 大阪府立大学工業短期大学部に改称[21]。
- 1962年
  - 4月1日 以下の学科については、この年度で学生募集を最終とする[注 11]
    - 機械科第一部
    - 電気科第一部
    - 溶接科第一部

  - 同 全面、寝屋川市に校舎を移転[注 12]。
- 1964年
  - 3月31日 以下の学科・専攻については左記をもって正式に廃止とする[25]。
    - 機械科第一部
    - 電気科第一部
    - 溶接科第一部
- 1967年
  - 4月1日 生野区にキャンパス移転[注 13]。
- 1980年
  - 4月1日 この年度で短期大学としての学生募集を最終とする[注釈 2]。
- 1983年
  - 3月31日 左記をもって正式に廃止とする[注釈 3]。

## 基礎データ

### 所在地
- 生野キャンパス（大阪市生野区勝山南3-1-4[注釈 1]）
- 寝屋川キャンパス（大阪府寝屋川市秦760[注 14]）
- 淀川キャンパス（大阪市旭区橋寺町[注 15]）

### 象徴
- 大阪府立大学工業短期大学部のカレッジマークは右記資料にあり[27]。

## 教育および研究

### 組織

#### 学科
- 機械科第二部 入学定員40名[注釈 5]
- 電気科第二部 入学定員40名[注釈 5]
- 溶接科第二部 入学定員20名[注釈 5]

##### 学科の変遷
- 機械科
  - 第一部 入学定員80名[注釈 6]
  - 第二部
- 電気科
  - 第一部 入学定員80名[注釈 6]
  - 第二部
- 溶接科
  - 第一部 入学定員20名[注釈 6]
  - 第二部

#### 専攻科
- なし

#### 別科
- なし

#### 取得資格について
- 当初は、機械科・電気科・溶接科の各I部・II部ともに、教職課程として中学校教諭二級免許状（理科・職業）ならびに高等学校教諭免許状（理科・工業）が設置されていた[29]。

##### 年度別学生数[注 16]
| 年度   | 機械科                | 電気科                | 溶接科              | 出典および備考 |
| ------ | --------------------- | --------------------- | ------------------- | -------------- |
| 1954年 | 第一部 170 第二部 124 | 第一部 175 第二部 126 | 第一部 49 第二部 58 | [ 30 ]         |
| 1958年 | 第一部 155 第二部 119 | 第一部 158 第二部 122 | 第一部 39 第二部 53 | [ 31 ]         |
| 1959年 | 第一部 166 第二部 128 | 第一部 154 第二部 128 | 第一部 43 第二部 57 | [ 32 ]         |
| 1960年 | 第一部 173 第二部 134 | 第一部 154 第二部 125 | 第一部 46 第二部 54 | [ 33 ]         |
| 1961年 | 第一部177 第二部140   | 第一部152 第二部132   | 第一部 53 第二部 52 | [ 34 ]         |
| 1962年 | 第一部 169 第二部 129 | 第一部 156 第二部 131 | 第一部 46 第二部 52 | [ 35 ]         |
| 1963年 | 第一部 81 第二部 131  | 第一部 75 第二部 143  | 第一部 19 第二部 58 | [ 36 ]         |
| 1964年 | 132                   | 159                   | 65                  | [ 37 ]         |
| 1965年 | 137                   | 155                   | 65                  | [ 38 ]         |
| 1966年 | 156                   | 152                   | 65                  | [ 39 ]         |
| 1967年 | 151                   | 156                   | 67                  | [ 40 ]         |
| 1968年 | 151                   | 164                   | 73                  | [ 41 ]         |
| 1970年 | 168                   | 163                   | 78                  | [ 42 ]         |
| 1971年 | 172                   | 173                   | 74                  | [ 43 ]         |
| 1972年 | 164                   | 169                   | 74                  | [ 44 ]         |
| 1973年 | 156                   | 168                   | 85                  | [ 45 ]         |
| 1975年 | 166                   | 178                   | 80                  | [ 46 ]         |
| 1976年 | 181                   | 191                   | 79                  | [ 47 ]         |
| 1977年 | 167                   | 181                   | 76                  | [ 48 ]         |
| 1978年 | 190                   | 184                   | 77                  | [ 49 ]         |
| 1979年 | 163                   | 179                   | 65                  | [ 50 ]         |
| 1980年 | 118                   | 143                   | 46                  | [ 51 ]         |
| 1981年 | 61                    | 80                    | 2                   | [ 52 ]         |
| 1982年 | 19                    | 37                    | 8                   | [ 53 ]         |

### 研究
- 227 フラッシュ溶接部の疲れ強度に及ぼす後熱処理の効果(高張力鋼管・延性・靱性, 性質, 日本鉄鋼協会 第 87 回(春季)講演大会)

### 大学関係者一覧
歴代学長
- 堀場信吉

#### 出身者
- 石田輝男[54]

## 施設

### キャンパス

#### 生野キャンパス
- 使用専攻科：なし
- 使用附属施設：なし

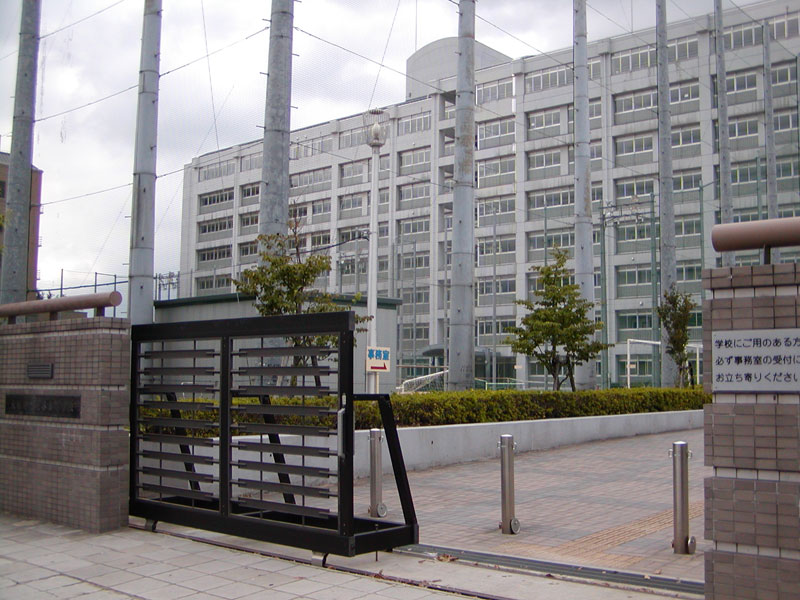
現在の、大阪府立桃谷高等学校。かつて、この地に大阪府立大学工業短期大学部が隣接されていた。

- 使用学科：機械科II部・電気科II部・溶接科II部

#### 寝屋川キャンパス
- 使用学科：機械科・電気科・溶接科各第一部
- 使用専攻科：なし
- 使用附属施設：なし
- 設備：本館・第二本館・第三本館・実習工場・寄宿舎・運動場などがあった。

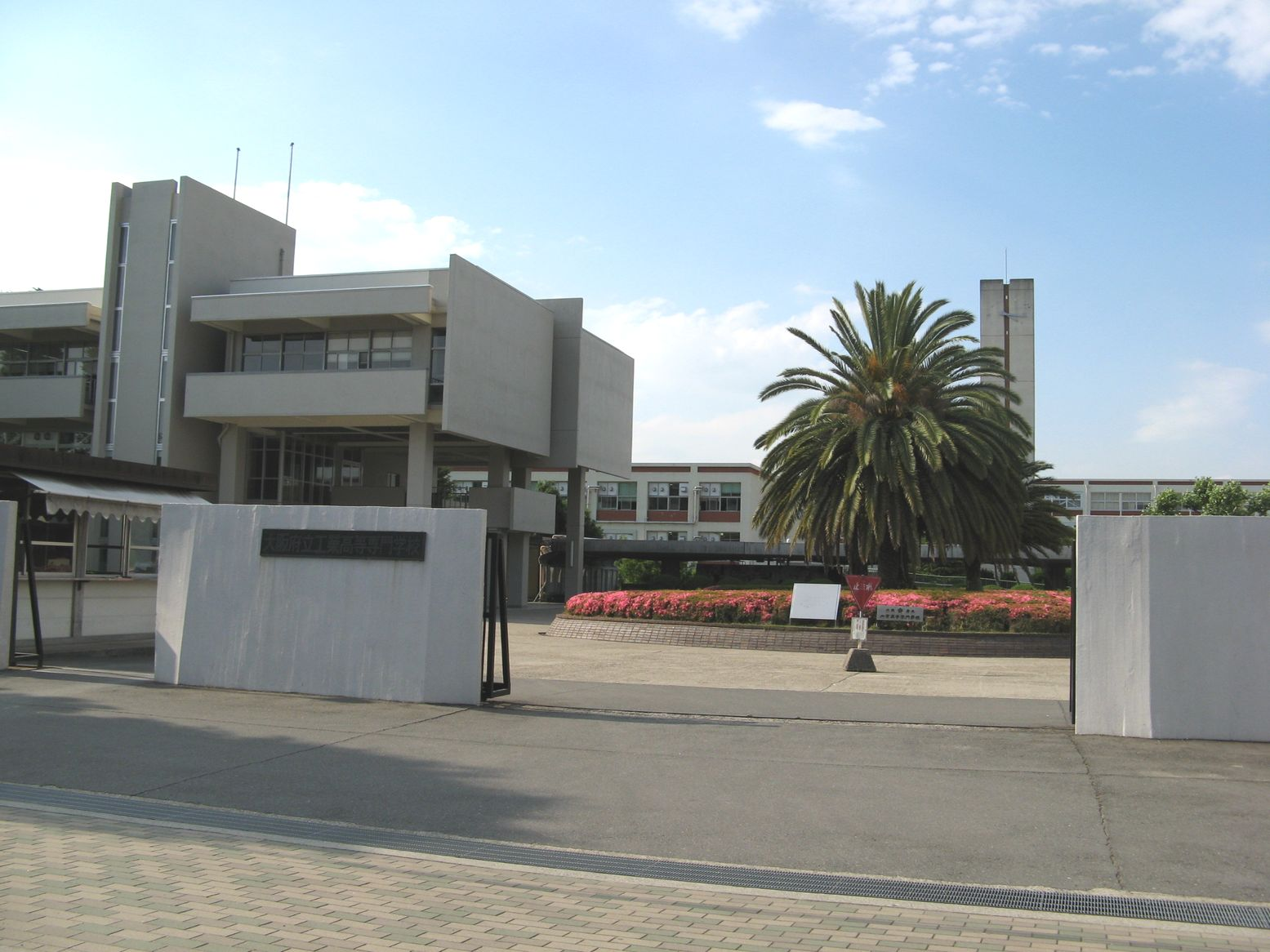
現在の、大阪公立工業高等専門学校。移転前は、ここに工業短期大学部第一部が設置されていた

- 当時、大阪府立大学寝屋川学舎と呼ばれていた。キャンパス近隣を東西に流れる寝屋川にかかる橋として「工短橋」があった[1]。

#### 淀川キャンパス
- 使用学科：機械科・電気科・溶接科各第二部
- 使用専攻科：なし
- 使用附属施設：なし
- 設備：当時、大阪府立淀川工業高等学校（現：淀川工科高等学校）とキャンパスを共同使用していた。

### 学生食堂
- 大阪府立大学工業短期大学部の学生食堂（学食）は、当初構内中央部にあった学生集会室の一部を充てており、面積はおよそ10坪程度とやや狭隘であった。その後、利用する学生が増えたことにより、1955年より寝屋川寮のボイラー室の一部およそ40坪を改造して新築している。発足当時は、パンや麺類の販売が主なものとなっていたが、年を経るとともに米飯類も出されるようになっている[55]

### 寮
- 大阪府立大学工業短期大学部には、寝屋川キャンパスに学生寮があった。1938年に「商工省大阪機械工養成所寄宿舎」として設置されたのがはじまりであり、以来「厚生省大阪機械技術員養成所」、「大阪府立機械工業専門学校」を経て短期大学部寝屋川寮となった。1960年においては木造2階建2棟、建坪716坪となっていた[56]。

## 対外関係

### 系列校
- 大阪府立大学
- 大阪府立大学農業短期大学部
- 大阪社会事業短期大学
- 大阪府立看護大学医療技術短期大学部

## 卒業後の進路について

### 就職について
- 全学科を含めて、製造業・卸売・小売などの一般企業への就職者が多いものとなっていた[1]。

### 編入学・進学実績
- 大阪府立大学工学部をはじめ理工学系の大学等に進学した人もいたものとみられる。ほか京都工芸繊維大学への編入者もいた。